# Atria, kennisinstituut voor emancipatie en vrouwengeschiedenis

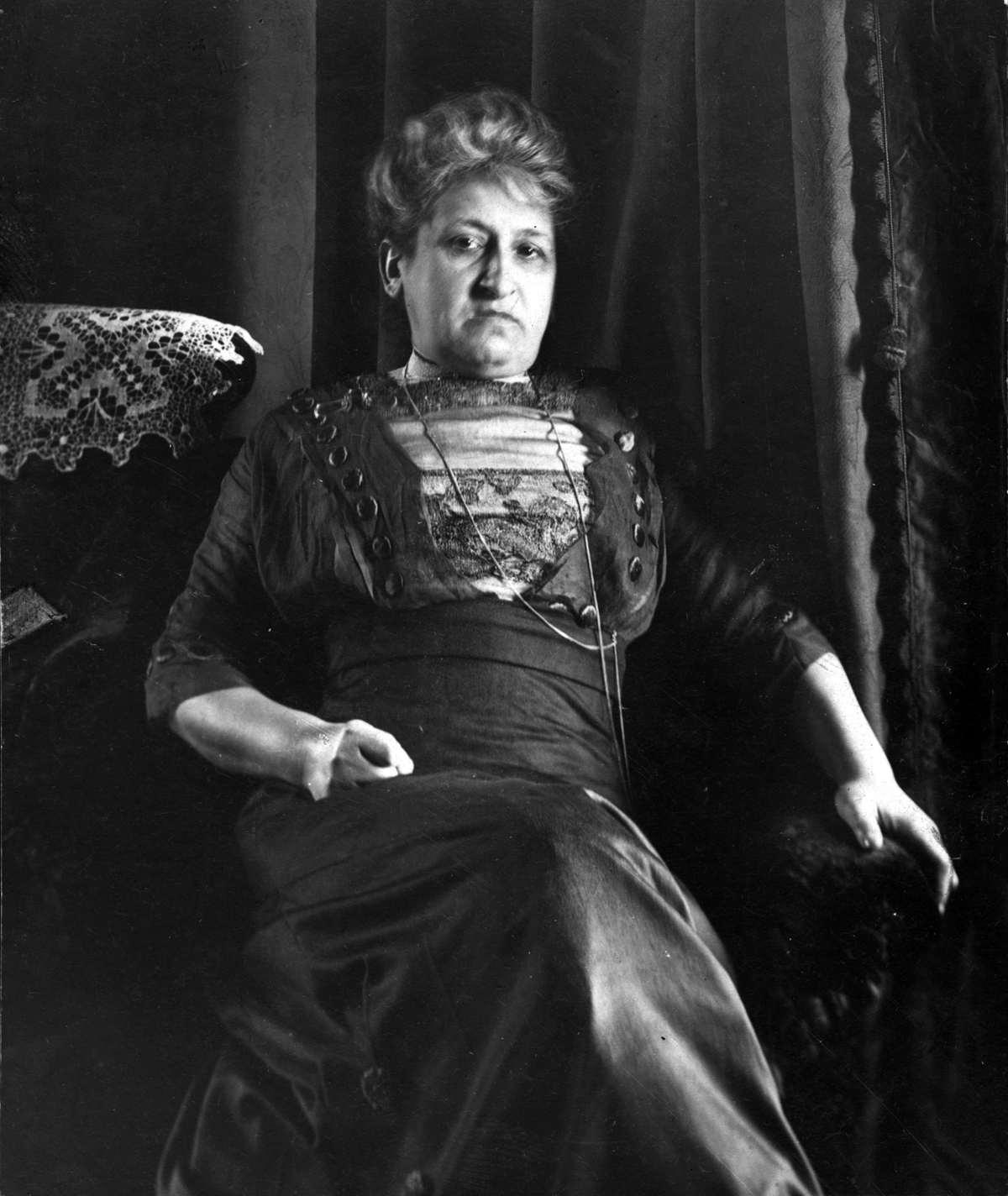
Aletta Jacobs

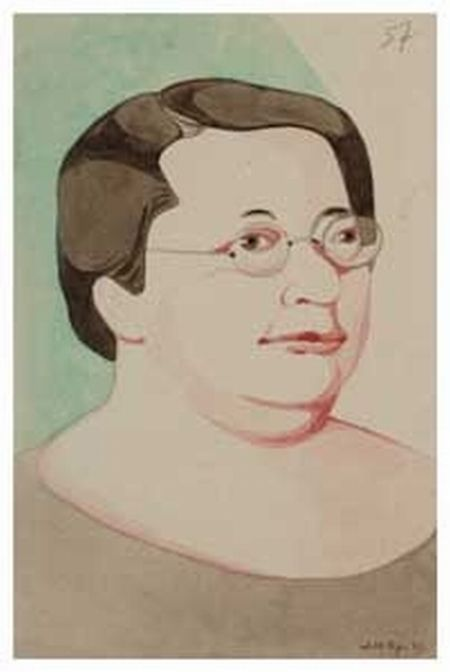
Rosa Manus door "J.H. Sp." (Koos Speenhoff)

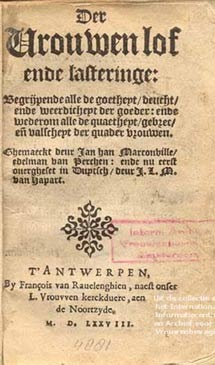
Jean de Marconville: Der vrouwen lof ende lasteringe, 1578. Oudste boek in Collectie Atria.

Atria, kennisinstituut voor emancipatie en vrouwengeschiedenis te Amsterdam verzamelt, beheert, en deelt het erfgoed van vrouwen in een documentatiecentrum, archief en bewaarbibliotheek voor de wereldwijde vrouwenbeweging. Daarnaast onderzoekt Atria de huidige positie van vrouwen in de samenleving en geeft advies voor toekomstig beleid. Atria is een fusie (2012) van Aletta, Instituut voor vrouwengeschiedenis (tot augustus 2009 Internationaal Informatiecentrum en Archief voor de Vrouwenbeweging (IIAV)) en E-Quality, kenniscentrum voor emancipatie, gezin en diversiteit.

## Geschiedenis

### Oprichting
Op 3 december 1935 richtten enkele vooraanstaande Nederlandse feministen: Rosa Manus, Johanna Naber en Willemijn Posthumus-van der Goot, het Internationaal Archief voor de Vrouwenbeweging (IAV) op, een archief annex bibliotheek dat de geschiedenis van de vrouwenbeweging moest vastleggen en wetenschappelijk onderzoek mogelijk moest maken. Rosa Manus schonk eind 1936 of begin 1937 het persoonlijk archief van Aletta Jacobs. Ook haar eigen bibliotheek, archief en documentatie schonk Rosa Manus in etappes aan het IAV. Alles werd in 1940 geroofd. Het archief van Posthumus-van der Goot kwam na haar dood in 1989, het archief van Johanna Naber kwam in 1994 en in 2003 keerde in ieder geval een deel van het archief van Rosa Manus terug uit Moskou. Het IAV vestigde zich in 1935 aan de Keizersgracht 264, in het toenmalige pand van het Internationaal Instituut voor Sociale Geschiedenis (IISG).

### Tweede Wereldoorlog en herstart
Na de inval van de Duitsers werd het IAV eind juni 1940 door de Sicherheitsdienst leeggehaald en op 12 juli 1940 bij het Frauenamt (Vrouwenbureau) in Berlijn gedeponeerd. In 1944 werd het uit veiligheidsoverwegingen naar Sudetenland verplaatst. Nadat Tsjechoslowakije door de Sovjet-Unie bevrijd was, werd het archief naar Moskou afgevoerd waar Stalin het als oorlogsbuit in een Speciaal Archief liet opbergen. In 1947 keerde een klein deel van de collectie terug dat in Amerikaanse handen gevallen was. Met deze collectie en latere aanwas werd in de jaren vijftig een pand betrokken op de Herengracht (nr. 262-266). Toen het IAV in het Internationaal Jaar van de Vrouw 1975 een flinke overheidssubsidie toegewezen kreeg, was het pand eigenlijk al te klein om de collectie te herbergen.

### Fusie en verhuizingen
In 1981 verhuisde het IAV naar een ruimer pand op de Keizersgracht (nr. 10) en fuseerde in 1988 met het Informatie- en Documentatiecentrum voor de Vrouwenbeweging (IDC), dat zich op het verzamelen van actuele informatie van de tweede feministische golf richtte en het cultuurwetenschappelijk feministisch tijdschrift LOVER van Man-Vrouw-Maatschappij uitgaf. In 1992 werd de Vrouwenthesaurus voltooid, een op de vrouwenbeweging toegespitste thesaurus die in geautomatiseerde vorm beschikbaar gesteld werd. In 1996 werd de thesaurus via een website beter toegankelijk. Rond de jaarwisseling van 1993-1994 verhuisde het IIAV opnieuw, ditmaal naar een voormalig kerkgebouw in neo-byzantijnse stijl, de Gerardus Majellakerk aan het Obiplein in Amsterdam-Oost. In het pand huisde tot in 2004 ook het inmiddels opgeheven Clara Wichmann Instituut en de redactie van het feministisch-juridische blad Nemesis.

### IIAV wordt Aletta, instituut voor vrouwengeschiedenis
Van augustus 2009 tot januari 2013 heette het voormalige IIAV: Aletta, instituut voor vrouwengeschiedenis. Aletta refereert aan het feministisch rolmodel Aletta Jacobs. Zij is in de Canon van Nederland opgenomen. Het instituut heeft twee keer de Aletta van Nu Prijs uitgereikt aan vergelijkbare vrouwelijke rolmodellen met doorzettingsvermogen, lef en charisma. Sinds 4 oktober 2011 is het instituut te vinden op de Vijzelstraat 20 te Amsterdam.

### Aletta en E-Quality vormen nieuw instituut Atria
Aletta fuseerde in 2012 met E-Quality, kenniscentrum voor emancipatie, gezin en diversiteit (Den Haag). Beide voormalige instituten verhuisden naar de Amsterdamse binnenstad. De gehele collectie (IAV) bleef in stand en is meegenomen naar het pand aan de Vijzelstraat 20. Op 28 januari 2013 werd het nieuwe instituut onder de naam Atria, kennisinstituut voor emancipatie en vrouwengeschiedenis officieel gelanceerd.

### Hervonden archiefmateriaal
In 1992 vond NRC-correspondent Marc Jansen bij toeval het deel van het IAV-archief terug dat in 1944-1945 in Russische handen was gevallen. Het Speciale Archief was onaangeroerd gebleven sinds het er 47 à 48 jaar geleden was terechtgekomen. Na lang diplomatiek overleg werd het archief uiteindelijk in mei 2003 teruggegeven aan Nederland. Het archief is evenwel niet volledig teruggevonden.

## Erkenning
- 2000: Joke Smit-prijs voor het IIAV als jarenlange uitgever van het tijdschrift LOVER.

## Ambassadeurs
Ambassadeurs van Atria zijn o.a. Hedy d'Ancona, Mineke Bosch, Rosemarie Buikema, Sybilla Dekker, Glenn Helberg, Kitty Jong, Yuki Kho, Els Kloek, Devika Partiman en Paul Schnabel.

## Foto's

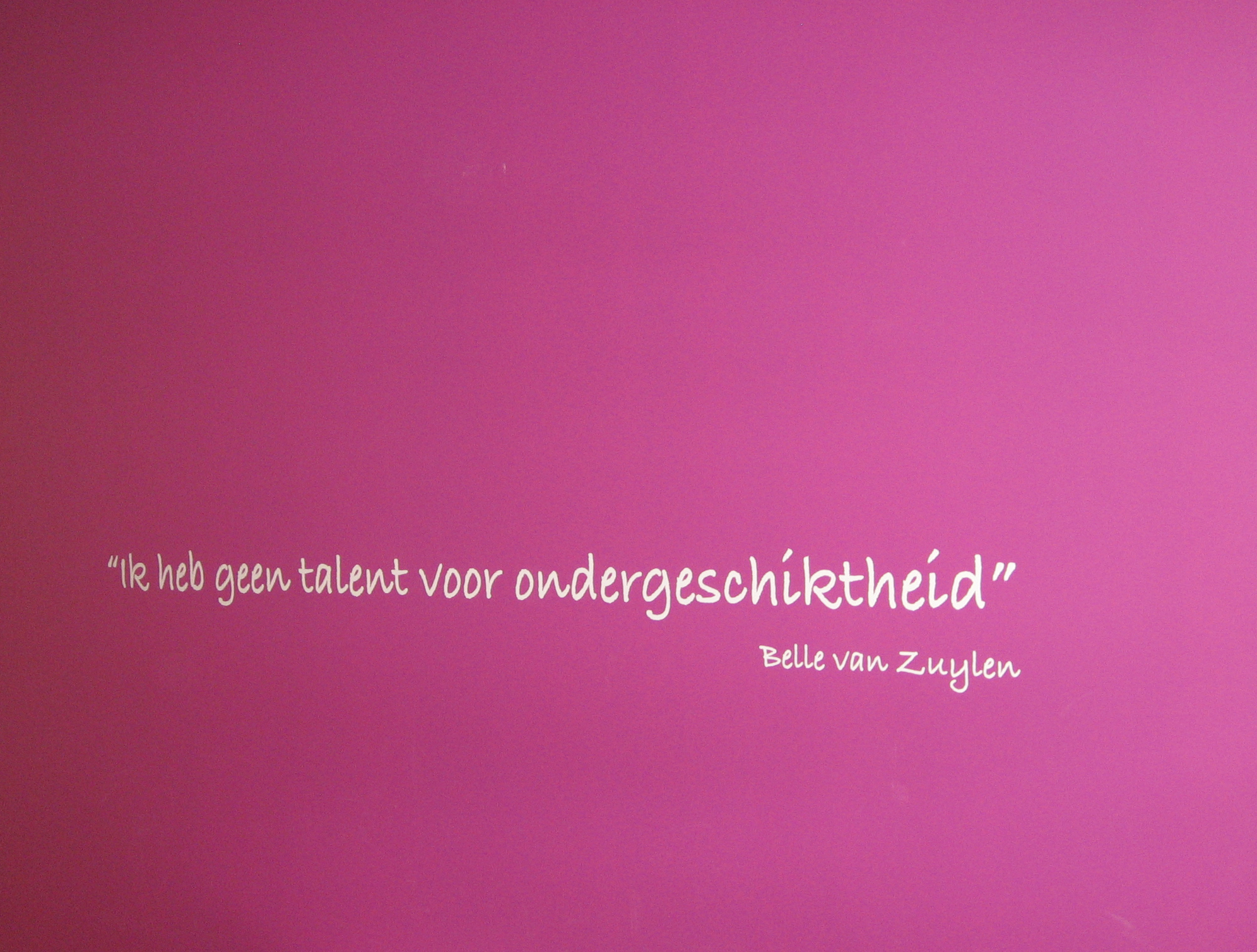
"Ik heb geen talent voor ondergeschiktheid". Citaat van Belle van Zuylen op muur kantoor Atria, vertaling van Je n'ai pas les talents subalternes (brief aan James Boswell)
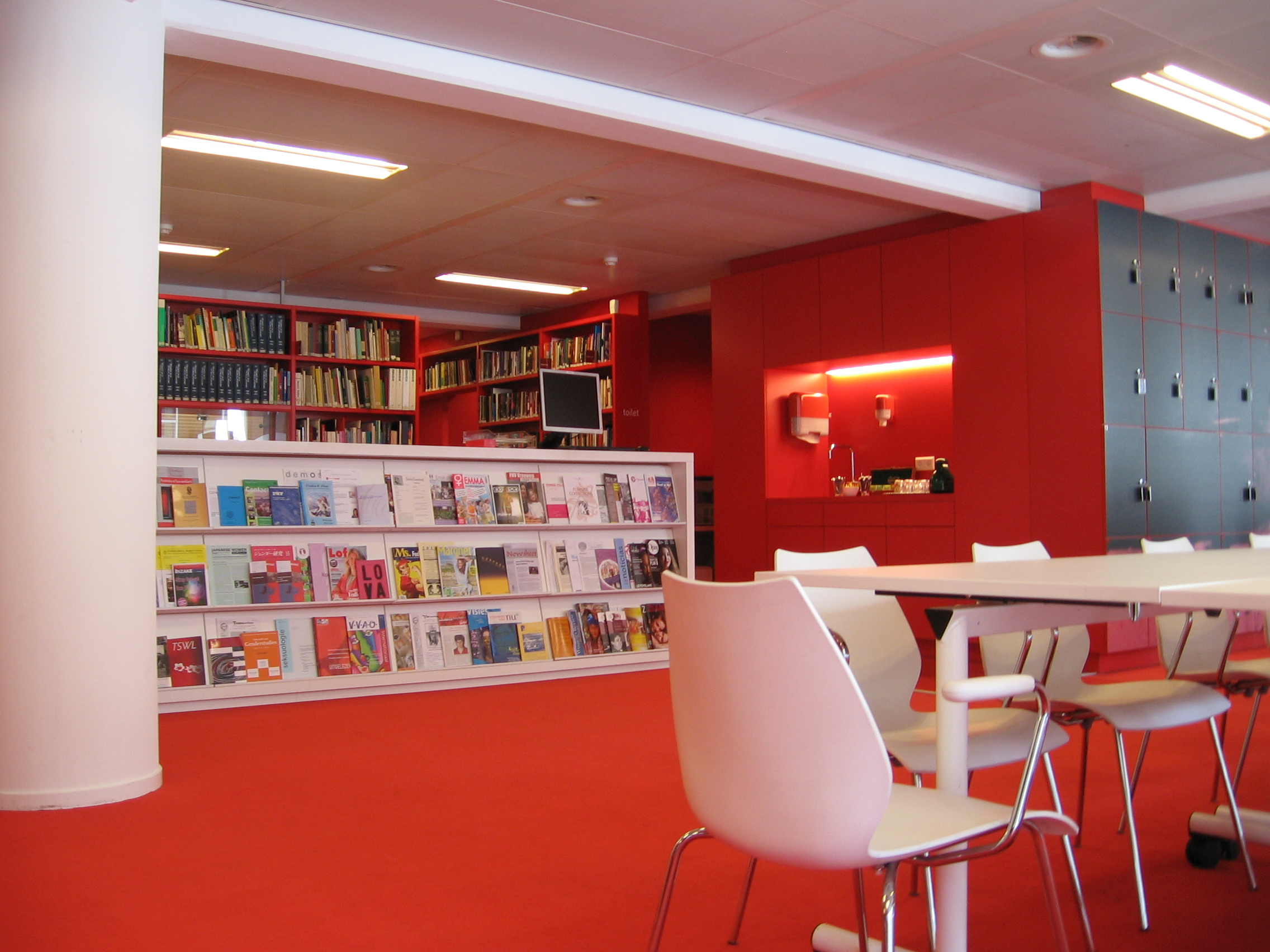
Bibliotheek Atria begane grond
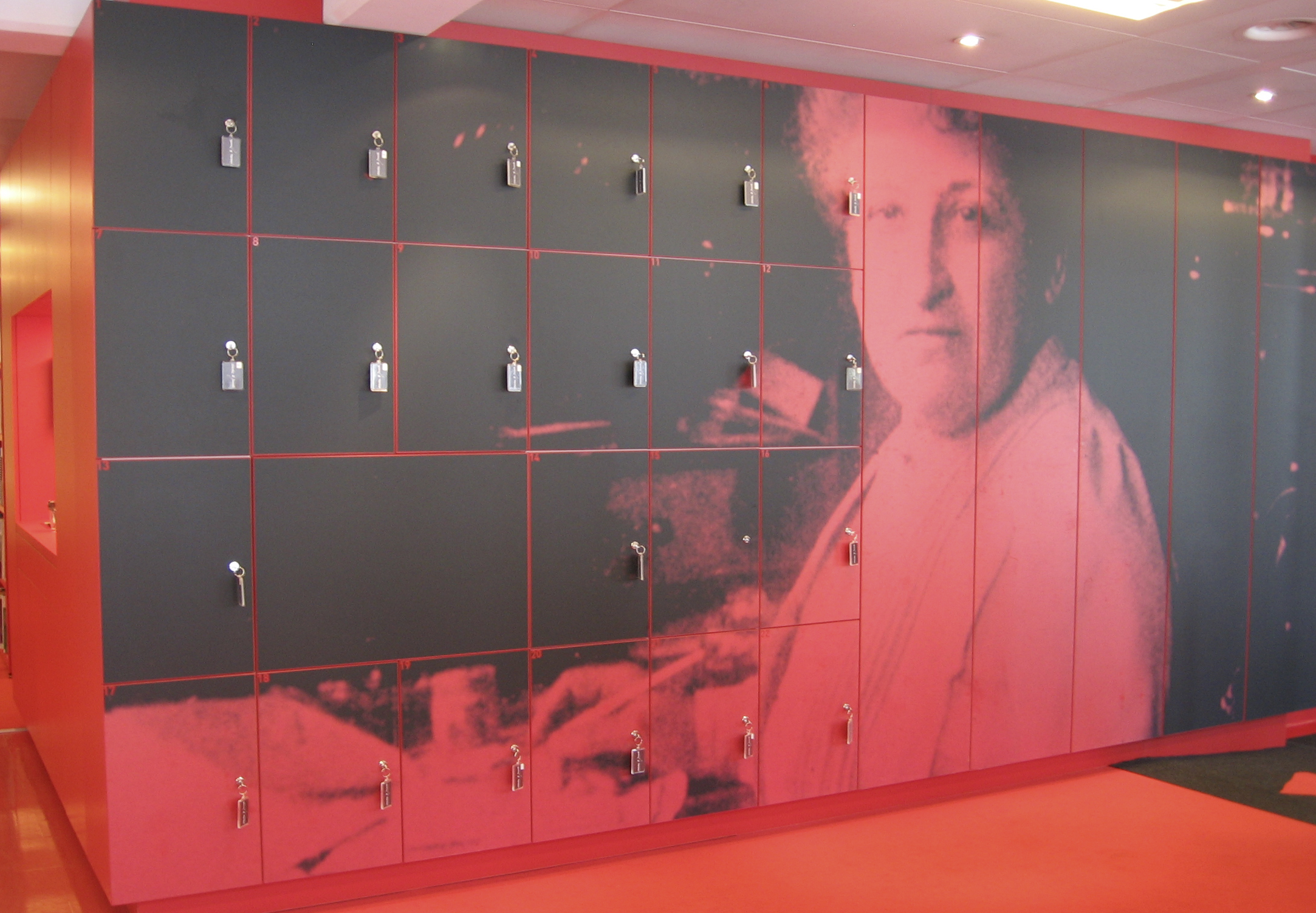
Bibliotheek Atria begane grond; kluisjes met afbeelding van Aletta Jacobs
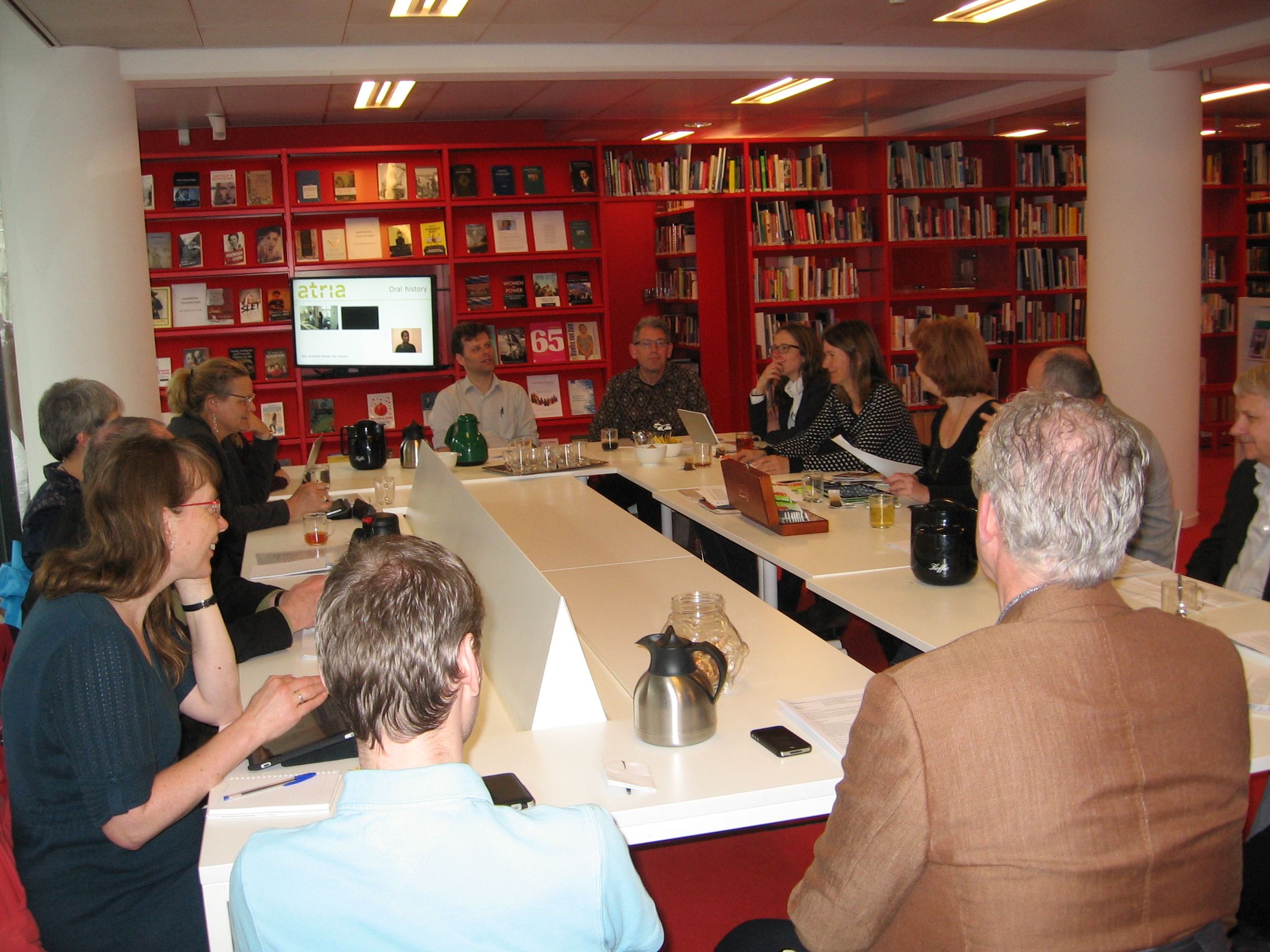
Bibliotheek Atria; vergadering Werkgroep Speciale Wetenschappelijke Bibliotheken